# 米原郵便局
米原郵便局（まいばらゆうびんきょく）
- 滋賀県米原市にある郵便局。本記事にて記述する。

米原簡易郵便局（よねはらかんいゆうびんきょく）
- 北海道旭川市にある簡易郵便局。局番号は97748。

米原郵便局（まいばらゆうびんきょく）は滋賀県米原市にある郵便局。民営化前の分類では集配普通郵便局であった。

## 概要
住所：〒521-8799 滋賀県米原市下多良1-130
民営化直前の集配業務再編において、多くの集配普通郵便局は統括センターとなったが、当局は配達センターとされたため、民営化後も郵便事業株式会社の支店は併設されず、集配センターが併設された。

## 沿革
- 1872年3月9日（明治5年2月1日） - 米原郵便取扱所として開設[1]。
- 1875年（明治8年）1月1日 - 米原郵便局（五等）となる。
- 1885年（明治18年）10月1日 - 貯金取扱を開始。
- 1891年（明治24年）12月1日 - 為替取扱を開始。
- 1899年（明治32年）8月16日 - 米原郵便電信局となる。
- 1903年（明治36年）4月1日 - 通信官署官制の施行に伴い米原郵便局となる。
- 1958年（昭和33年）9月 - 局舎新築落成。
- 1963年（昭和38年）3月10日 - 息長郵便局から和文電報配達事務を移管[2]。
- 1969年（昭和44年）5月23日 - 電話交換および和文電報配達業務を、米原電報電話局に移管。
- 1975年（昭和50年）7月21日 - 坂田郡米原町米原から同町下多良字大方田に移転するとともに、電話通話および和文電報受付業務を廃止。
- 1984年（昭和59年）1月31日 - 近江鉄道本線を経由する鉄道郵便輸送（米原貴生川線）が廃止[3]。専用自動車に転換。
- 1986年（昭和61年）10月20日 - 醒井郵便局から集配業務を移管。
- 1987年（昭和62年）10月1日 - 特定郵便局から普通郵便局に局種別改定。
- 2000年（平成12年）8月14日 - 外国通貨の両替および旅行小切手の売買に関する業務取扱を開始。
- 2007年（平成19年）10月1日 - 民営化に伴い、併設された郵便事業彦根支店米原集配センターに一部業務を移管。
- 2012年（平成24年）10月1日 - 日本郵便株式会社の発足に伴い、郵便事業彦根支店米原集配センターを米原郵便局に統合。

## 取扱内容
- 郵便、印紙、ゆうパック、内容証明
- 貯金、為替、振替、振込、国際送金、国債、投資信託
- 生命保険、バイク自賠責保険、自動車保険
- ゆうちょ銀行ATM
- 米原市内の一部地域の集配業務

## 周辺
- 米原市役所
- 滋賀県立文化産業交流会館
- まいばら認定こども園
- 国道8号
- 滋賀県道329号彦根米原線

## アクセス
- JR西日本・JR東海米原駅（西口）から北西へ約600m（徒歩約7分）
- 湖国バス 中多良停留所下車
- 北陸自動車道 米原ICから西へ約4.5km
- 滋賀県道234号朝妻筑摩近江線沿い
- 駐車場あり：5台